# Caballeros de la Noche
Caballeros de la Noche es una logia masónica, perteneciente a la Orden Masónica Mixta Internacional El Derecho Humano, Le Droit Humain, con el número 1754 y sede en Zaragoza (España). 
Documentada por primera vez en 1875 con el número 68 en el Gran Oriente Lusitano Unido, es conocida por haber pertenecido a ella el científico y Premio Nobel aragonés Santiago Ramón y Cajal.

## Historia

### Antecedentes
La presencia de las tropas napoleónicas en España entre 1808 y 1813, trajo consigo un breve florecimiento masónico en el Reino de España que terminó bruscamente con su retirada y la posterior persecución emprendida por Fernando VII, fundamentalmente a través de la restaurada Inquisición.
- El 2 de enero de 1815, el Inquisidor General, Francisco Xavier Mier y Campillo publicó un edicto de prohibición y condena.
- El 5 de agosto de 1824 el rey Fernando VII promulgó una Real Cédula por la que se prohibieron absolutamente entre otras organizaciones liberales secretas supuestamente opuestas al régimen las Congregaciones de Francmasones.
- El 9 de octubre de 1824 se promulgó otra Real Cédula catalogando junto con otras organizaciones a los masones como enemigos del altar y el trono acreedores de la pena de muerte y la confiscación de bienes como castigo.

A la muerte del monarca absolutista la presión efectiva sobre la masonería parece ceder, pero su estatuto como organización contraria al estado permanece intacto
La Reina Gobernadora María Cristina, amnistía a los masones mediante el Real Decreto de 23 de abril de 1834, pero mantiene la prohibición de pertenencia a sociedades secretas, lo cual, a la par que favoreció el acceso de antiguos masones a cargos públicos y el retorno de exiliados por esta razón, también provocó una decadencia efectiva de las organizaciones masónicas en España, acompañada de una notable confusión organizativa de las diversas obediencias. No es sino hasta la Revolución de 1868 que el movimiento masónico recupera fuerza aunque sigue exsitiendo una situación de múltiple y confusa variedad de obediencias.

### 1875-1886 Gran Oriente Lusitano
La logia Caballeros de la Noche aparece documentada por primera vez el año 1875 como perteneciente al Gran Oriente Lusitano Unido con el número 68, aunque se estima fue fundada hacia 1873. Existe no obstante una única referencia a otra logia Caballeros de la noche en la Gran Oriente, llamado  "de Pérez", una escisión de la Gran Logia de España.
El taller mantenía intensas relaciones con el sur peninsular y Canarias; se conoce correspondencia con relaciones con 14 logias en Sevilla, Cádiz, Barcelona, Santander, La Habana, Madrid, Lanzarote y Lisboa.
En este período admitió a 92 nuevos miembros y tenía una media de 46 miembros activos, incluyendo algunos miembros femeninos pese a que la obediencia era exclusivamente masculina, bien como parte del proceso para la creación de logias de adopción (femeninas) o porque no tenían logia propia. Sus miembros pertenecen fundamentalmente a la clase media y son sobre todo comerciantes y empleados;  también hay militares, pequeños propietarios, abogados, artistas líricos, viajantes, profesores y periodistas y de diversos oficios manuales como sastres, relojeros, zapateros, vidrieros, panaderos, etc.
En 1877 como número 96 se inicia Santiago Ramón y Cajal, médico, con el nombre masónico de Averroes, el médico andalusí, a la edad de 25 años.

### 1886-1889 Gran Logia Simbólica Independiente Española
A partir de la Asamblea de Sevilla de 1878 la mayoría de las logias españolas abandonan el Gran Oriente Lusitano para constituir la Gran Logia Simbólica Independiente Española, y Caballeros de la Noche lo hace a su vez el año 1886 con el número 33.

### 1891-1892 Últimas noticias
Las pocas noticias que se tienen en este último período hablan de una vida masónica pujante pero a partir de 1892 no existen documentos que aporten información. Solo en 1938 la logia Tolerancia de Venezuela envía a sus antiguas señas correo postal que es devuelto por lo que probablemente es un error en la información.. 
No hay constancia de que durante la guerra civil haya existido y por lo tanto de que sus miembros hayan sufrido la represión antimasónica de la dictadura del general Franco.

## Época actual

### Refundación
Después de la dictadura del general Franco y el restablecimiento de las libertades en España, la logia fue refundada el 24 de noviembre de 1984 dentro de la Gran Logia de España con el número 21 con miembros procedentes de la logia  Guillém de Montrodón.

### Gran Logia Federal de España
Abandonará la Gran Logia de España el 27 de diciembre de 1996 para consitutir con otras logias la Gran Logia Federal de España bajo cuya obediencia permanecerá hasta enero del año 2001. 

### El Derecho Humano
Tras un período en el que trabaja como "logia salvaje" solicitará su ingreso en la Jurisdicción Española de la Orden Masónica Mixta Internacional El Derecho Humano "Le Droit Humain", obteniendo carta constituyente provisional en abril de 2001 y la admisión definitiva el 26 de enero de 2003 con el número 1754.

## Relaciones con otras logias
Está hermanada con la logia Lys et Granade de Burdeos desde 1994.